# Opetchesaht
Opetchesaht (Opitchesaht, Hupacasath), pleme Aht Indijanaca s Alberni Sounda, Somass Rivera i susjednih jezera Sproat Lake i Great Central Lake na zapadnoj opbali otoka Vancouver u kanadskoj provinciji Britanska Kolumbija. Porijeklo ovog plemena navodno je salishansko, a njihov teritorij pao je u ruke Aht plemenima u rano povijesno doba, te su poprimili nootkanski jezik. Danas pod imenom Hupacasath žive na rezervatu Ahahswinis, blizu Port Albernija. 

## Vanjske poveznice
- Opetchesaht  Arhivirana inačica izvorne stranice od 27. travnja 2005. (Wayback Machine)
- Opetchesaht Band